# Jukola und Venla 2014
Im Rahmen der Kuopio-Jukola fanden am 14. und 15. Juni 2014 die 66. Jukola und die 37. Venla statt. Austragungsort war der Ort Vehmersalmi in der Nähe von Kuopio.
Die 29. Nuorten Jukola fand am 16. August 2014 in Kankaanpää statt.

## Übersicht

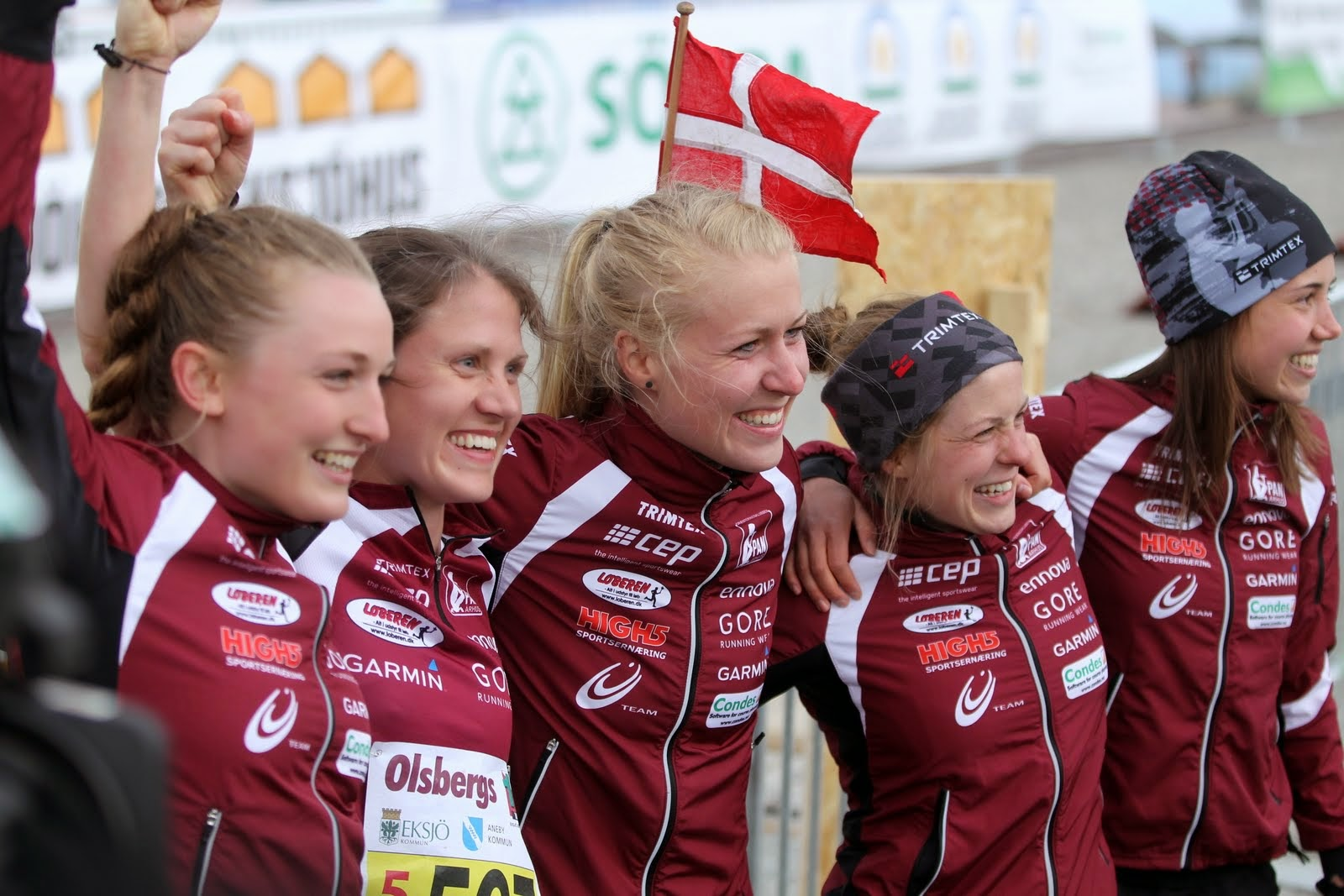
Die Frauenstaffel OK Pans bei der Venla 2014

Im Rennen den Herren, der Jukola-Staffel (finnisch Jukolan viesti) gewann die finnische Staffel von Kalevan Rasti aus der ostfinnischen Stadt Joensuu zum dritten Mal in Folge. Auf der Spätabendstrecke brachte Carl Godager Kaas zunächst den norwegischen Traditionsverein Bækkelagets SK in Führung. Vor dem Wechsel auf die dritte Teilstrecke hatte der Franzose Philippe Adamski von Kalevan Rasti die spätere Siegerstaffel erstmals in Führung gebracht, die vom folgenden Läufer Aaro Asikainen aber nicht gehalten werden konnte. Bis zum fünften Glied fiel Kalevan Rasti nun um bis zu sechs Minuten zurück. Die Führung hatte derweil IFK Lidingö SOK aus Schweden übernommen, zunächst vor Järla Orientering, dann vor Södertälje Nykvarn Orientering. Gegen halb sechs in der Früh nahm Lidingös Fredrik Johansson als erster Schlussläufer die Karten von seinem Vereinskameraden Mårten Boström entgegen, fast zeitgleich mit Jonas Leandersson, dem Schlussläufer Södertälje Nykvarn Orienterings. Der Schweizer Fabian Hertner hatte Kalevan Rasti auf der sechsten Strecke bei einem zweieinhalbminütigen Rückstand wieder auf den dritten Rang gelaufen. Trumpf des finnischen Teams auf der abschließenden langen Strecke war nun der erfahrene Franzose Thierry Gueorgiou, der den Rückstand tatsächlich noch wettmachte und am neunten von 22 Posten die Führung übernahm und bis ins Ziel vor Johansson von Lidingö nicht mehr hergab. Dreieinhalb Minuten später folgte auf Platz drei Leandersson für Södertälje Nykvarn Orientering.
In der Venla-Staffel (finnisch Venlojen viesti), dem Rennen für Frauen, das bereits am Mittag gestartet wird, wiederholte die dänische Staffel von OK Pan Århus den Erfolg bei der Jämsä-Jukola 2013. Nach den ersten fünf Kilometern brachte Karoliina Sundberg die Staffel Lynx aus Finnland mit zehn Sekunden Vorsprung in Führung. Gleich zu Beginn des zweiten Staffelabschnitts brachte aber Signe Søes die Titelverteidiger von OK Pan Århus in Front und baute die Führung auf rund eine Minute aus. Auch unter Pans dritter Läuferin Maja Alm wuchs der Vorsprung weiter auf 2:40 Minuten beim Wechsel auf die Schlussstrecke. Hier erwies sie Pans Ida Bobach als zeitschnellste und führte ihren Verein mit fast vier Minuten Vorsprung auf Tampereen Pyrintö auf Platz eins. Rang drei belegte OK Linné mit der Schlussläuferin Annika Billstam.
Die Jugend-Jukola (finnisch Nuorten Jukola) fand am 16. August in Kankaanpää statt. Tampereen Pyrintö gewann mit einem Vorsprung von fast sechs Minuten vor Helsingin Suunnistajat. Auf den dritten Platz lief die Staffel von Espoon Suunta.

## Zeitplan
Das Wettkampfzentrum hatte von Freitag, dem 13. Juni um 10:00 Uhr bis Samstag, den 15. Juni um 17:00 Uhr geöffnet.
- 14. Juni, 13:00 Uhr: Eröffnungsfeier und Flaggenhissen
- 14. Juni, 14:00 Uhr: Start der Venla-Staffel (Massenstart)
- 14. Juni, 17:00 Uhr: Erwartete Siegerzeit Venla-Staffel
- 14. Juni, 18:45 Uhr: Neustart Venla-Staffel (für ausgeschiedene Staffeln)
- 14. Juni, 19:30 Uhr: Jukola-Feier und Siegerehrung Venla-Staffel
- 14. Juni, 22:00 Uhr: Zielschluss Venla-Staffel

- 14. Juni, 23:00 Uhr: Start der Jukola-Staffel (Massenstart)
- 14. Juni, 23:14 Uhr: Sonnenuntergang
- 15. Juni, 03:05 Uhr: Sonnenaufgang
- 15. Juni, 06:30 Uhr: Erwartete Siegerzeit Jukola-Staffel, die Siegerstaffel verliest die Nachricht der Jukola-Staffel
- 15. Juni, 09:00 Uhr (7. Glied) und 9:20 Uhr (2.–6. Glied): Neustart Jukola-Staffel (für ausgeschiedene Staffeln)
- 15. Juni, 09:30 Uhr: Siegerehrung Jukola-Staffel und Übergabe der Jukola-Flagge
- 15. Juni, 15:00 Uhr: Zielschluss Jukola-Staffel

## Organisation und Wettkampfgebiet
Ausrichtender Verein war der 1948 gegründete Klub Kuopion Suunnistajat (KuoSu). Der Verein veranstaltete bereits neun finnische Meisterschaften sowie die Ski-Orientierungslauf-Weltmeisterschaften 1988. 1996 war KuoSu Mitorganisator der Jukola in Rautavaara.
Das rund 12 km² große Wettkampfgebiet südwestlich von Vehmersalmi umfasst hügeliges Gelände und kleinere Wasserflächen, wobei wenig Bodenbewuchs eine einfache Belaufbarkeit zulässt. Kahlschläge wurden im Gebiet in jüngster Vergangenheit nicht durchgeführt.
Die Kartenaufnahme erfolgte durch Jussi Silvennoinen zwischen 2010 und 2013. Der Maßstab betrug 1:10.000 und die Äquidistanz 5 Meter.

## Jukola
- Startzeit: 23:00 Uhr (Ortszeit)
- Sonnenunter-/aufgang: 23:14 Uhr/3:05 Uhr
- Startende Mannschaften: 1628
- Mannschaften im Ziel: 1357

| #      | Länge   | Steigung | Erwartete Zeit | Licht                |
| ------ | ------- | -------- | -------------- | -------------------- |
| 1      | 10,1 km | 370 Hm   | 71 min         | Dämmerung/Dunkelheit |
| 2      | 11,5 km | 400 Hm   | 83 min         | Dunkelheit           |
| 3      | 10,2 km | 450 Hm   | 71 min         | Dunkelheit/Dämmerung |
| 4      | 7,6 km  | 315 Hm   | 48 min         | Dämmerung/Tageslicht |
| 5      | 7,7 km  | 285 Hm   | 47 min         | Tageslicht           |
| 6      | 10,7 km | 390 Hm   | 70 min         | Tageslicht           |
| 7      | 14,0 km | 375 Hm   | 89 min         | Tageslicht           |
|        |         |          |                |                      |
| Gesamt | 71,9 km | 2585 Hm  | 7 h 59 min     |                      |

### Endergebnis
| Platz | Verein                         | Athleten | Zeit      |
| ----- | ------------------------------ | --- | --------- |
| 1     | Kalevan Rasti                  | Jere Pajunen Philippe Adamski Aaro Asikainen Hannu Airila Simo-Pekka Fincke Fabian Hertner Thierry Gueorgiou                     | 7:59:01 h |
| 2     | IFK Lidingö SOK                | Jo Forseth Indgaard Anders Carlsson Filip Dahlgren Erik Ivarsson Sandberg Øystein Kvaal Østerbø Mårten Boström Fredrik Johansson | 7:59:12 h |
| 3     | Södertälje Nykvarn Orientering | Ralph Street Kent Ohlsson Erik Liljeqvist Bartosz Pawlak Scott Fraser Eric Börjeskog Jonas Leandersson                           | 8:02:50 h |
| 4     | Halden SK                      | Espen Fiskum Marcus Millegård Mattias Karlsson Mats Haldin Søren Bobach Magne Dæhli Olav Lundanes                                | 8:06:20 h |
| 5     | Vaajakosken Terä               | Antti Anttonen Jani Lakanen Håvard Lucasen Toni Saari Jonne Lakanen Tue Lassen Pasi Ikonen                                       | 8:07:24 h |
| 6     | Hiidenkiertäjät                | Olli-Pekka Koistinen Lauri Sild Oskari Liukkonen Olle Kärner Matti Kivelä Timo Sild Walentin Nowikow                             | 8:09:54 h |

### Ergebnisse nach Teilstrecken
| Strecke | Platz | Name, Verein                                 | Zeit      |
| ------- | ----- | -------------------------------------------- | --------- |
| 1       | 1.    | Carl Godager Kaas, Bækkelagets SK            | 1:06:56 h |
| 1       | 2.    | Jo Forseth Indgaard, IFK Lidingö SOK         | 1:08:12 h |
| 1       | 3.    | Tobias Henriksson, IF Pargas                 | 1:09:09 h |
|         |       |                                              |           |
| 2       | 1.    | Bjørn Ekeberg, IL Tyrving                    | 1:14:43 h |
| 2       | 2.    | Joakim Svensk, Stora Tuna OK                 | 1:16:37 h |
| 2       | 3.    | Philippe Adamski, Kalevan Rasti              | 1:16:44 h |
|         |       |                                              |           |
| 3       | 1.    | Severi Kymäläinen, Tampereen Pyrintö         | 1:06:02 h |
| 3       | 2.    | Olle Boström, Järla Orientering              | 1:06:48 h |
| 3       | 3.    | Jens Wängdahl, Nyköpings OK                  | 1:07:19 h |
|         |       |                                              |           |
| 4       | 1.    | Erik Ivarsson Sandberg, IFK Lidingö SOK      | 51:35 min |
| 4       | 2.    | Fredrik Edn, OK Kåre                         | 51:43 min |
| 4       | 3.    | Giedrius Sabaliauskas, IGTISA                | 51:45 min |
|         |       |                                              |           |
| 5       | 1.    | Scott Fraser, Södertälje Nykvarn Orientering | 48:49 min |
| 5       | 2.    | Søren Bobach, Halden SK                      | 49:49 min |
| 5       | 3.    | Fredric Portin, Paimion Rasti                | 49:58 min |
|         |       |                                              |           |
| 6       | 1.    | Timo Sild, Hiidenkiertäjät                   | 1:07:20 h |
| 6       | 2.    | Fabian Hertner, Kalevan Rasti                | 1:08:03 h |
| 6       | 3.    | Anton Sjökvist, Stora Tuna OK                | 1:08:49 h |
|         |       |                                              |           |
| 7       | 1.    | Thierry Gueorgiou, Kalevan Rasti             | 1:24:06 h |
| 7       | 2.    | Fredrik Johansson, IFK Lidingö SOK           | 1:26:59 h |
| 7       | 3.    | Olav Lundanes, Halden SK                     | 1:30:01 h |

| Strecke | Platz | Verein, Name                                      | Zeit      |
| ------- | ----- | ------------------------------------------------- | --------- |
| 1       | 1.    | Bækkelagets SK, Carl Godager Kaas                 | 1:06:56 h |
| 1       | 2.    | IFK Lidingö SOK, Jo Forseth Indgaard              | 1:08:12 h |
| 1       | 3.    | IF Pargas, Tobias Henriksson                      | 1:09:09 h |
|         |       |                                                   |           |
| 2       | 1.    | Kalevan Rasti, Philippe Adamski                   | 2:27:05 h |
| 2       | 2.    | IL Tyrving, Bjørn Ekeberg                         | 2:27:07 h |
| 2       | 3.    | Stora Tuna OK, Joakim Svensk                      | 2:27:08 h |
|         |       |                                                   |           |
| 3       | 1.    | Södertälje Nykvarn Orientering, Erik Liljeqvist   | 3:37:27 h |
| 3       | 2.    | Järla Orientering, Olle Boström                   | 3:37:29 h |
| 3       | 3.    | IFK Lidingö SOK, Filip Dahlgren                   | 3:39:01 h |
|         |       |                                                   |           |
| 4       | 1.    | IFK Lidingö SOK, Erik Ivarsson Sandberg           | 4:30:36 h |
| 4       | 2.    | Järla Orientering, Erik Andersson                 | 4:30:42 h |
| 4       | 3.    | Vaajakosken Terä, Toni Saari                      | 4:32:42 h |
|         |       |                                                   |           |
| 5       | 1.    | IFK Lidingö SOK, Øystein Kvaal Østerbø            | 5:21:06 h |
| 5       | 2.    | Södertälje Nykvarn Orientering, Scott Fraser      | 5:22:10 h |
| 5       | 3.    | Vaajakosken Terä, Jonne Lakanen                   | 5:23:21 h |
|         |       |                                                   |           |
| 6       | 1.    | IFK Lidingö SOK, Mårten Boström                   | 6:32:13 h |
| 6       | 2.    | Södertälje Nykvarn Orientering, Eric Börjeskog    | 6:32:14 h |
| 6       | 3.    | Kalevan Rasti, Fabian Hertner                     | 6:34:55 h |
|         |       |                                                   |           |
| 7       | 1.    | Kalevan Rasti, Thierry Gueorgiou                  | 7:59:01 h |
| 7       | 2.    | IFK Lidingö SOK, Fredrik Johansson                | 7:59:12 h |
| 7       | 3.    | Södertälje Nykvarn Orientering, Jonas Leandersson | 8:02:50 h |

## Venla
- Startzeit: 14:00 Uhr (Ortszeit)
- Startende Staffeln:
- Staffeln im Ziel: 1139

| #      | Länge   | Steigung | Erwartete Zeit |
| ------ | ------- | -------- | -------------- |
| 1      | 5,1 km  | 190 Hm   | 35 min         |
| 2      | 5,0 km  | 170 Hm   | 34 min         |
| 3      | 6,7 km  | 290 Hm   | 50 min         |
| 4      | 7,4 km  | 320 Hm   | 53 min         |
|        |         |          |                |
| Gesamt | 24,4 km | 970 Hm   | 2 h 52 min     |

### Endergebnis
| Platz | Verein            | Athleten                                                          | Zeit      |
| ----- | ----------------- | ----------------------------------------------------------------- | --------- |
| 1     | OK Pan Århus      | Emma Klingenberg Signe Søes Maja Alm Ida Bobach                   | 2:56:41 h |
| 2     | Tampereen Pyrintö | Anni-Maija Fincke Riina Kuuselo Venla Niemi Saila Kinni           | 3:00:33 h |
| 3     | OK Linné          | Rebecka Olsson Inga Kazlauskaite Catherine Taylor Annika Billstam | 3:01:33 h |
| 4     | SK Pohjantähti    | Heini Wennman Marttiina Joensuu Marika Teini Sofia Haajanen       | 3:02:57 h |
| 5     | OK Tisaren        | Bettina Aebi Andrea Svensson Lilian Forsgren Simone Niggli        | 3:03:05 h |
| 6     | Halden SK         | Elena Roos Kine Hallan Steiwer Eva Jurenikova Mari Fasting        | 3:03:45 h |

### Ergebnisse nach Teilstrecken
| Strecke | Platz | Name, Verein                         | Zeit      |
| ------- | ----- | ------------------------------------ | --------- |
| 1       | 1.    | Karoliina Sundberg, Lynx             | 36:49 min |
| 1       | 2.    | Anni-Maija Fincke, Tampereen Pyrintö | 36:59 min |
| 1       | 3.    | Liisa Anttila, Koovee                | 36:59 min |
|         |       |                                      |           |
| 2       | 1.    | Signe Søes, OK Pan Århus             | 34:08 min |
| 2       | 2.    | Amélie Chataing, Kalevan Rasti       | 35:39 min |
| 2       | 2.    | Anna Bachman, IFK Lidingö SOK        | 35:39 min |
|         |       |                                      |           |
| 3       | 1.    | Catherine Taylor, OK Linné           | 48:34 min |
| 3       | 2.    | Saara Norrgrann, Paimion Rasti       | 50:34 min |
| 3       | 3.    | Maja Alm, OK Pan Århus               | 51:00 min |
|         |       |                                      |           |
| 4       | 1.    | Ida Bobach, OK Pan Århus             | 53:45 min |
| 4       | 2.    | Mari Fasting, Halden SK              | 53:50 min |
| 4       | 3.    | Annika Billstam, OK Linné            | 54:03 min |

| Strecke | Platz | Verein, Name                         | Zeit      |
| ------- | ----- | ------------------------------------ | --------- |
| 1       | 1.    | Lynx, Karoliina Sundberg             | 36:49 min |
| 1       | 2.    | Tampereen Pyrintö, Anni-Maija Fincke | 36:59 min |
| 1       | 3.    | Koovee, Liisa Anttila                | 36:59 min |
|         |       |                                      |           |
| 2       | 1.    | OK Pan Århus, Signe Søes             | 1:11:56 h |
| 2       | 2.    | Kalevan Rasti, Amélie Chataing       | 1:12:45 h |
| 2       | 3.    | IFK Lidingö SOK, Anna Bachman        | 1:12:48 h |
|         |       |                                      |           |
| 3       | 1.    | OK Pan Århus, Maja Alm               | 2:02:56 h |
| 3       | 2.    | Paimion Rasti, Saara Norrgrann       | 2:03:36 h |
| 3       | 3.    | Tampereen Pyrintö, Venla Niemi       | 2:03:40 h |
|         |       |                                      |           |
| 4       | 1.    | OK Pan Århus, Ida Bobach             | 2:56:41 h |
| 4       | 2.    | Tampereen Pyrintö, Saila Kinni       | 3:00:33 h |
| 4       | 3.    | OK Linné, Annika Billstam            | 3:01:33 h |

## Nuorten Jukola
| Platz | Verein                 | Athleten | Zeit       |
| ----- | ---------------------- | --- | ---------- |
| 1     | Tampereen Pyrintö      | Konsta Puranen Teemu Eerola Lotta Eerola Mikko Eerola Salla Pitkänen Anni Haanpää Anton Kukka                   | 3:18:11 h  |
| 2     | Helsingin Suunnistajat | Topias Niemi Tuomas Heikkilä Venla Turakainen Ville Mannonen Annika Matilainen Krista Lahtinen Topi Syrjäläinen | +5:54 min  |
| 3     | Espoon Suunta          | Lauri Heinaro Alvar Palmen Maria Määttänen Mikael Rautio Ella Mahlamäki Emilia Ståhlberg Lari Pernu             | +10:55 min |
| 4     | Kouvolan Suunnistajat  | Elmeri Toivanen Niklas Heikkilä Elisa Mattila Arttu Lindqvist Henna Pylvänäinen Noora Hyyrynen Joona Tynys      | +11:18 min |
| 5     | Hiidenkiertäjät        | Vesa Lahtinen Juuso Viskari Nea Kytäjä Leevi Roine Jenna Tulonen Marianne Haug Eemeli Suominen                  | +12:55 min |
| 6     | Tampereen Pyrintö 3    | Juha Lilja Arttu Vesterinen Ida Jussila Lasse Viilo Lotta Välkki Sonja Julkunen Pyry Mustonen                   | +13:02 min |